# Danh sách giải thưởng và đề cử của Got7
Dưới đây là danh sách giải thưởng và đề cử mà GOT7 nhận được, GOT7 là một nhóm nhạc nam Hàn Quốc ra mắt vào năm 2014 được thành lập bởi công ty JYP Entertainment.

## Hàn Quốc

### Gaon Chart K-Pop Awards
| Năm  | Hạng mục                   | Đề cử cho | Kết quả |
| ---- | -------------------------- | --------- | ------- |
| 2015 | Rookie of the Year         | GOT7      | Đề cử   |
| 2015 | Artist of the Year (Album) | Identify  | Đề cử   |

### Golden Disk Awards
| Năm  | Hạng mục                  | Đề cử cho | Kết quả   |
| ---- | ------------------------- | --------- | --------- |
| 2015 | Best New Artist           | GOT7      | Đoạt giải |
| 2015 | Disk Bonsang              | GOT Love  | Đề cử     |
| 2015 | China Goodwill Star Award | GOT7      | Đoạt giải |
| 2016 | Disk Bonsang              | Mad       | Đề cử     |
| 2016 | Popularity Award (Korea)  | GOT7      | Đề cử     |
| 2016 | Global Popularity Award   | GOT7      | Đề cử     |

### Mnet Asian Music Awards
| Năm  | Hạng mục                                        | Đề cử cho  | Kết quả   |
| ---- | ----------------------------------------------- | ---------- | --------- |
| 2014 | Nghệ sĩ mới xuất sắc nhất - Dành cho nhóm nam   | GOT7       | Đề cử     |
| 2014 | Nghệ sĩ của năm                                 | GOT7       | Đề cử     |
| 2015 | Màn biểu diễn vũ đạo xuất sắc nhất của nhóm nam | If You Do  | Đề cử     |
| 2015 | Bài hát của năm                                 | If You Do  | Đề cử     |
| 2016 | Màn biểu diễn vũ đạo xuất sắc nhất của nhóm nam | Hard Carry | Đề cử     |
| 2016 | Bài hát của năm                                 | Hard Carry | Đề cử     |
| 2016 | Nghệ sĩ được yêu thích trên toàn cầu            | GOT7       | Đoạt giải |

### SBS MTV Best Of the Best
| Năm  | Hạng mục        | Đề cử cho | Kết quả   |
| ---- | --------------- | --------- | --------- |
| 2014 | Best New Artist | GOT7      | Đoạt giải |

### Seoul Music Awards
| Năm  | Hạng mục             | Đề cử cho | Kết quả   |
| ---- | -------------------- | --------- | --------- |
| 2015 | Bonsang Award        | Got Love  | Đề cử     |
| 2015 | Rookie Award         | Got7      | Đoạt giải |
| 2015 | Popularity Award     | Got7      | Đề cử     |
| 2015 | Hallyu Special Award | Got7      | Đề cử     |
| 2016 | Bonsang Award        | Mad       | Đề cử     |
| 2016 | Popularity Award     | Got7      | Đề cử     |
| 2016 | Hallyu Special Award | Got7      | Đề cử     |

### SBS Awards Festival
| Năm  | Hạng mục                         | Đề cử cho | Kết quả   |
| ---- | -------------------------------- | --------- | --------- |
| 2015 | Chinese Netizen Popularity Award | Got7      | Đoạt giải |

## Quốc tế

### Fashion Power Awards
| Năm  | Hạng mục                        | Đề cử cho | Kết quả   |
| ---- | ------------------------------- | --------- | --------- |
| 2015 | Asia Style Best Influence Group | Got7      | Đoạt giải |

### MTV Europe Music Awards
| Năm                | Hạng mục        | Đề cử cho | Kết quả |
| ------------------ | --------------- | --------- | ------- |
| 2015               | Best Korean Act | Got7      | Đề cử   |
| 2016               | Best Korean Act | Got7      | Đề cử   |
| Best Worldwide Act | Đoạt giải       | Got7      |         |

### SEED Awards
| Năm  | Hạng mục                         | Đề cử cho | Kết quả   |
| ---- | -------------------------------- | --------- | --------- |
| 2015 | Popular Asian Artist of the Year | Got7      | Đoạt giải |

### SBS PopAsia Awards
| Năm  | Hạng mục          | Đề cử cho  | Kết quả   |
| ---- | ----------------- | ---------- | --------- |
| 2014 | Best Rookie Group | Got7       | Đoạt giải |
| 2015 | Best Male Group   | Got7       | Đề cử     |
| 2015 | Song of the Year  | Just Right | Đề cử     |

### Top Chinese Music Festival
| Năm  | Hạng mục                                          | Đề cử cho | Kết quả   |
| ---- | ------------------------------------------------- | --------- | --------- |
| 2015 | Most Promising Newcomer Award (Overseas Category) | Got7      | Đoạt giải |

### YinYueTai V Chart Awards
| Năm  | Hạng mục             | Đề cử cho | Kết quả   |
| ---- | -------------------- | --------- | --------- |
| 2015 | Best Korean Newcomer | Got7      | Đoạt giải |

### Youku Night Awards
| Năm  | Hạng mục              | Đề cử cho | Kết quả   |
| ---- | --------------------- | --------- | --------- |
| 2015 | New Asian Group Award | Got7      | Đoạt giải |

### Teen Choice Awards
| Năm  | Hạng mục                    | Đề cử cho | Kết quả |
| ---- | --------------------------- | --------- | ------- |
| 2018 | Choice International Artist | Got7      | Đề cử   |

### Asia Artist Awards
| Năm            | Hạng mục                     | Đề cử cho | Kết quả   |
| -------------- | ---------------------------- | --------- | --------- |
| 2019           | Best Performance of the year | Got7      | Đoạt giải |
| 2019           |                              |           |           |
| Best K-Culture | Got7                         | Đoạt giải |           |

## Giải thưởng khác
| Năm  | Giải thưởng              | Hạng mục                           | Đề cử cho | Kết quả   |
| ---- | ------------------------ | ---------------------------------- | --------- | --------- |
| 2014 | SBS MTV Best of the Best | Best New Artist                    | Got7      | Đoạt giải |
| 2015 | SBS Awards Festival      | Chinese Netizen Popularity Award   | Got7      | Đoạt giải |
| 2016 | Simply K-Pop Awards      | Best Performance Boy Group         | Fly       | Đoạt giải |
| 2017 | SBS The Show             | Best of Best Hot Star              | Got7      | Đoạt giải |
| 2017 | V Live Awards            | Global Artist Top 10               | Got7      | Đoạt giải |
| 2018 | V Live Awards            | Best Worldwide Influencer          | Got7      | Đoạt giải |
| 2018 | V Live Awards            | Global Artist Top 10               | Got7      | Đoạt giải |
| 2018 | Korea First Brand Awards | Male Idol                          | Got7      | Đoạt giải |
| 2018 | Soompi Awards            | Artist of the Year                 | Got7      | Đề cử     |
| 2018 | Soompi Awards            | Best Male Group                    | Got7      | Đoạt giải |
| 2018 | Soompi Awards            | Twitter Best Fandom                | Got7      | Đoạt giải |
| 2018 | Soompi Awards            | Latin America Popularity Award     | Got7      | Đoạt giải |
| 2018 | KBS World Awards         | Best Boy Group                     | Got7      | Đoạt giải |
| 2019 | V Live Awards            | Artist Top 10                      | Got7      | Đoạt giải |
| 2019 | V Live Awards            | Best Channel – 5 Million Followers | Got7      | Đoạt giải |

## Chương trình âm nhạc

### The Show
| Năm  | Ngày        | Bài hát      |
| ---- | ----------- | ------------ |
| 2015 | 6 tháng 10  | "If You Do"  |
| 2015 | 13 tháng 10 | "If You Do"  |
| 2015 | 20 tháng 10 | "If You Do"  |
| 2016 | 29 tháng 3  | "Fly"        |
| 2016 | 5 tháng 4   | "Fly"        |
| 2016 | 18 tháng 10 | "Hard Carry" |
| 2017 | 21 tháng 3  | "Never Ever" |

### Show Champion
| Năm  | Ngày       | Bài hát           |
| ---- | ---------- | ----------------- |
| 2017 | 22 tháng 3 | "Never Ever"      |
| 2018 | 3 tháng 10 | "Lullaby"         |
| 2020 | 9 tháng 4  | "Not By The Moon" |

### M Countdown
| Năm  | Ngày       | Bài hát           |
| ---- | ---------- | ----------------- |
| 2016 | 31 tháng 3 | "Fly"             |
| 2016 | 6 tháng 10 | "Hard Carry"      |
| 2017 | 23 tháng 3 | "Never Ever"      |
| 2018 | 27 tháng 9 | "Lullaby"         |
| 2018 | 4 tháng 10 | "Lullaby"         |
| 2019 | 30 tháng 5 | "Eclipse"         |
| 2020 | 30 tháng 4 | "Not By The Moon" |

### Music Bank
| Năm  | Ngày        | Bài hát               |
| ---- | ----------- | --------------------- |
| 2016 | 1 tháng 4   | "Fly"                 |
| 2016 | 7 tháng 10  | "Hard Carry"          |
| 2017 | 24 tháng 3  | "Never Ever"          |
| 2018 | 23 tháng 3  | "Look"                |
| 2018 | 28 tháng 9  | "Lullaby"             |
| 2018 | 5 tháng 10  | "Lullaby"             |
| 2018 | 14 tháng 12 | "Miracle"             |
| 2019 | 31 tháng 5  | "Eclipse"             |
| 2019 | 15 tháng 11 | "You Calling My Name" |
| 2020 | 1 tháng 5   | "Not By The Moon"     |

### Show! Music Core
| Năm  | Ngày       | Bài hát   |
| ---- | ---------- | --------- |
| 2018 | 29 tháng 9 | "Lullaby" |

### Inkigayo
| Năm  | Ngày       | Bài hát      |
| ---- | ---------- | ------------ |
| 2016 | 3 tháng 4  | "Fly"        |
| 2016 | 9 tháng 10 | "Hard Carry" |
| 2018 | 30 tháng 9 | "Lullaby"    |
| 2019 | 2 tháng 6  | "Eclipse"    |